# Dharur
Dharur es una ciudad y  municipio situada en el distrito de Beed en el estado de Maharashtra (India). Su población es de 20417 habitantes (2011). 

## Demografía
Según el censo de 2011 la población de Dharur era de 20417 habitantes, de los cuales 10573 eran hombres y 9844 eran mujeres. Dharur tiene una tasa media de alfabetización del 82,47%, superior a la media estatal del 82,34%: la alfabetización masculina es del 89,79%, y la alfabetización femenina del 74,73%.